# José Luis Martín Mena
José Luis Martín Mena (Madrid, 1935-Madrid, 2006) fue un historietista  español.
Fue un colaborador en La Codorniz desde 1953, posteriormente en la revista Semana, y finalmente en el periódico ABC con una tira diaria (durante varios años) muda, de su principal personaje, «Cándido». 
También colaboró en ¡Hola!, Interviú, Madrid, Alcázar, Informaciones, ABC de las Américas y en la revista Blanco y Negro (en cuadernillo "El loro", de contenido humorístico: "Amenaterapia", "Homenaje"), en revistas temáticas y aportaciones esporádicas en publicaciones extranjeras, como Paris-Match y The New York Times. En 2003 fue nombrado hijo adoptivo de El Toboso. Falleció el 27 de marzo de 2006.